# Toyota Porte
Toyota Porte – minivan produkowany od 2004 roku. Obecnie produkowana jest pierwsza generacja modelu. Toyota Porte była odpowiedzią na Peugeota 1007. Występuje jako 3-drzwiowy minivan. Cechą charakterystyczną są przesuwane drzwi. 

## Pierwsza Generacja
Toyota Porte I - obecna generacja modelu. Porte I występuje z trzema silnikami:
- benzynowy R4/16V 1.3/87
- benzynowy R4/16V 1.5/105 (z napędem 4x4)
- benzynowy R4/16V 1.5/109.

Wszystkie wersje silnikowe działają w połączeniu z automatyczną 4-biegową przekładnią. Hamulce z przodu są tarczowe, wentylowane od wewnątrz powietrzem, zaś tylne bębnowe.
Wyposażenie Porte obejmuje m.in. poduszkę powietrzną i ABS.